# Aituhularan
Aituhularan (Aitularan, Aitoho Laran) ist eine osttimoresische Aldeia im Suco Aissirimou (Verwaltungsamt Aileu, Gemeinde Aileu). 2015 lebten in der Aldeia 600 Menschen.

## Geographie
Aituhularan bildet einen schmalen Streifen an der Westgrenze des in die Länge gezogenen Sucos Aissirimou. Südlich befindet sich die Aldeia Hudilaran, östlich die Aldeia Bercati und nördlich die Aldeia Erkoatun. Im Westen grenzt Aituhularan an die Sucos Seloi Malere und Seloi Craic. Die Hauptsiedlung Aituhularan liegt im Süden der Aldeia, in unmittelbarer Nachbarschaft zur Gemeindehauptstadt Aileu.

## Einrichtungen
In Aituhularan befindet sich die Escola Comercio e Contabilidade (deutsch Schule für Handel und Buchhaltung) und nördlich davon das Beinhaus der Veteranen (portugiesisch Ossuário Veteranos) von Aileu.

## Politik
2023 wurde Caitano Rese Loe zum Chefe de Aldeia gewählt.